# Militärflugplatz Værløse

i7
i11
i13
Die Flyvestation Værløse war bis 1. April 2004 ein Militärflugplatz der dänischen Luftstreitkräfte. Die Basis liegt in der dänischen Hauptstadtregion zwei Kilometer südwestlich der Gemeinde Værløse, seit 2007 in Furesø Kommune. Der Flugplatz ist zurzeit deaktiviert.

## Geschichte
Südlich des Ortes befand sich bis 2007 die gleichnamige Flyvestation der Königlich-Dänischen Luftstreitkräfte, die bis 1. April 2004, als der Flugbetrieb eingestellt wurde, insbesondere als Transportfliegerbasis genutzt wurde.
Der Flugplatz entstand Mitte der 1930er Jahre. Zu Beginn des Zweiten Weltkrieges lagen hier alle vier Staffeln der dänischen Heeresluftstreitkräfte, eine eigenständige Luftwaffe besitzt Dänemark erst seit Anfang der 1950er Jahre. 
Gleich zu Beginn der Invasion Dänemarks durch die deutsche Wehrmacht im Rahmen des Unternehmens Weserübung wurden diese durch einen 45-minütigen Luftangriff von Bf 110 der I. Gruppe des Zerstörergeschwaders 1 der Luftwaffe am Morgen des 9. April 1940 nahezu komplett vernichtet. Im weiteren Kriegsverlauf nutzte die Luftwaffe den Flugplatz als Fliegerhorst und baute ihn hierzu aus. Hier lagen verschiedene Verbände wie die Schießschule der Luftwaffe. In den letzten elf Kriegsmonaten war hier die mit Ju 52MS ausgerüstete 5. Staffel der Minensuchgruppe 1 (5./MSGr.1) stationiert, zu der sich im Winter 1944/1945 die Ju 88G eines Teils der IV. Gruppe des Nachtjagdgeschwaders 2 (IV./NJG 2) gesellten. In den letzten Kriegsmonaten war die Basis Ziel von Evakuierungsflügen aus Ostpreußen und dem Baltikum.
Nach Gründung der Flyvevåbnet wurde Værløse Heimat diverser oberer Kommandobehörden und Ausbildungseinrichtungen der Luftstreitkräfte sowie der 722. Eskadrille, einer leichten Transportstaffel. Die Verlängerung der Start- und Landebahn für den Betrieb von strahlgetriebenen Flugzeugen wurde 1953 fertiggestellt und 1956 verlegte als weitere Staffel die 721. Eskadrille nach Værløse, die im Laufe der Jahre mit verschiedenen Flugzeugtypen wie Catalina, C-47A, C-54D/G oder C-130H, letztere ab 1975, ausgerüstet war. Währenddessen war die Aufgabe der 722. Staffel ab 1957 der SAR-Dienst, sie flog bis 1962 die S-55 und anschließend die Alouette III sowie zusätzlich ab 1965 die S-61A Sea King. 
In der ersten Hälfte der 1970er Jahre wurde die Station abermals erweitert und ab 1977 war sie zusätzlich Heimat des Marinefliegerdienstes, der aus den Alouette III der 722. Staffel hervorgegangen war und ab 1980 mit Lynx ausgerüstet war.
Nach dem Entschluss zur Schließung der Station verlegten die Transporter im Frühjahr 2004 nach Aalborg und die Hubschrauber nach Karup. Der Flugplatz ist zurzeit stillgelegt, wobei das Gelände bis auf den abgetretenen früheren nördlichen Randbereich als Natur- und Freizeitgebiet verwaltet wird.
Hangar 6 und 7 werden als Filmstudios von FilmStationen benutzt. Ein Teil der im Jahr 2012 meistgesehene Kinofilm Dänemarks, der Widerstandskämpferfilm Hvidsten Gruppen wurde hier aufgenommen, doch in die Filmstudios Risby-studierne in Albertslund von der Filmregisseurin Anne-Grethe Bjarup Riis fertiggestellt.

## Trivia
Der dänische Radprofi Rasmus Quaade stellte am 3. September 2015 auf dem zurzeit stillgelegten Rollfeld auf einem Lastenrad des Herstellers Larry vs Harry einen inoffiziellen Weltrekord für Lastenräder im Zeitfahren über 2000 m auf. Hierzu wurde sein Rad mit 28 kg Last beladen und kam somit auf ein Gesamtgewicht von 50 kg. Er benötigte eine Zeit von 2:50 min für die Strecke.